# مارک لنزی
مارک لنزی (انگلیسی: Mark Lenzi؛ ۴ ژوئیه ۱۹۶۸ – ۹ آوریل ۲۰۱۲) شیرجه‌رو اهل ایالات متحده آمریکا بود.
وی در مسابقات کشوری و بین‌المللی در مجموع برندهٔ ۲ مدال طلا، ۱ مدال نقره، ۱ مدال برنز شده‌است.